# أحمد النقبي (لاعب كرة قدم مواليد 1988)
أحمد النقبي (مواليد 3 ديسمبر 1988) لاعب كرة قدم إماراتي يجيد اللعب في الوسط في نادي مصفوت.

## مسيرة اللاعب
لعب سابقاً في نادي خورفكان (الخليج سابقاً وانتقل إلى نادي دبا الفجيرة عام 2013 و انتقل إلى نادي البطائح في عام 2019 و عاد إلى نادي دبا الفجيرة في صيف 2020 و انتقل إلى نادي مسافي في عام 2022 و انتقل إلى نادي مصفوت في عام 2024.

## روابط خارجية
- أحمد النقبي على موقع Soccerway.com (الإنجليزية)